# Fara ve Výprachticích
Farní budova ve Výprachticích se nachází ve středu obce u autobusové zastávky nedaleko školy a kostela.

## Historie úřadu a budovy

### Fara před bitvou na Bílé hoře
Prvním zaznamenaným výprachtickým církevním úřadem je plebanie Litomyšlského biskupství, o níž máme zprávy již z roku 1350. Co se týče jmen: před rokem 1401 ve Výprachticích působil jistý Štěpán, poté snad jakýsi Měško Perda. V době husitství padl farní úřad do rukou nekatolíků, kteří se zde udrželi až do rekatolizační vlny po bitvě na Bílé hoře, kdy byl zavražděn poslední zdejší protestantský farář Jan Buffler. 

### Znovuzřízení katolického úřadu
Po roce 1620 připadly Výprachtice církevně pod faru v Ústí nad Orlicí, odkud sem občas zajížděl tamější kněz Martin Hladký. Roku 1663 se pak Výprachtice staly farní filiálkou úřadu v Jablonné nad Orlicí. Složitější je problém farní budovy. Podle zachovaného záznamu z 8. dubna 1655: Fary předešle žádné tu nebývalo, až za pana Herzána byl jim predikant představen a k obydlí chalupa ukaupena, z nichž se posavad ourok odvádí, lze usuzovat, že k tomuto účelu bylo využito obyčejného stavení, které bylo roku 1770 označeno čp. 180. O deset let později pak byl výprachtický úřad povýšen na lokálii.

### Nová budova
Při zřízení lokálie (1780) byla podle zřizovací listiny (až z 15. prosince 1799) postavena nová budova, na což vrchnost přispěla částkou 200 zlatých a dodávkami vápna a cihel. Farní budova byly vybavena dvěma obytnými světnicemi, kuchyní, předsíní, místností pro služebnictvo, půdou a chlévem. Budova byla ozdobena mansardovou střechou a pokryta šindelem. K faře patřila i blízká kůlna s menším chlévem a vzdálenější stodola. 

### Fara v 19. století
První opravy se farní budova dočkala roku 1846. 7. prosince 1853 pak byla výprachtická lokálie povýšena na skutečnou faru. Rok nato byla provedena důkladná přestavba budovy, když byla mansardová střecha nahrazena střechou valbovou, před čímž byla celá budova zvednuta o jedno poschodí. Pozornost musela být věnována i zařízení bytů pro faráře a kaplana. V roce 1886 se rekonstrukce dočkalo i hospodářské stavení a roku 1900 byl střešní šindel nahrazen břidlicí.

### Fara ve 20. století
Ani břidlice nevydržela na střeše dlouho, již roku 1927 byla nahrazena eternitem. V době první republiky žila fara bohatým spolkovým životem - Sdružení katolické mládeže a Orel zde pořádaly členské schůze a nacvičovaly divadelní a pěvecká vystoupení. Byla zde zřízena i farní knihovna. Za války byl na faru, stejně jako do mnoha jiných budov ve Výprachticích, nastěhován uprchlík z Berlína, Němec Robin Plaman s rodinou. Podobně se k úřadu zachovala i komunistická totalita, která v padesátých letech na faru umístila vedoucího místní pošty Jana Bukovského. Fara byla pochopitelně zbavena i svého majetku - přímo obdělávaných 38, 47 arů pole a 52,23 arů luk, jejichž výnos byl kdysi stanoven na 10 zlatých a 42 krejcarů, i farního obročí o rozloze 264,54 arů, kdysi vynášejícího 32 zlatých a 44 krejcarů. Ani poté, co Výprachtice přišly o místního faráře, však fara zcela neosiřela. Vždy poskytovala útočiště pro některého přestárlého občana, případně pro vesnickou katechetku.